# セゲスタ包囲戦
セゲスタ包囲戦は、紀元前398年夏および紀元前397年春に、シケリア（シチリア）のセゲスタ（現在のカラタフィーミ＝セジェスタのセジェスタ遺跡）で行われた攻城戦。シュラクサイの僭主ディオニュシオス1世は紀元前405年にカルタゴとの平和条約を締結した後、急速に軍拡を行いシュラクサイにおける権力を確実なものとした。ディオニュシオスはシュラクサイを要塞都市化し、傭兵による巨大な陸軍と、巨大な艦隊を作った。また、史上初めて大型弩弓と五段櫂船を開発した。紀元前398年にはヒミルコが率いるカルタゴ海軍が救援に駆けつけたにもかかわらず、シケリアにおけるカルタゴの重要な都市であるモティアを攻略した（モティア包囲戦）。モティアの包囲と並行して、ディオニュシオスはセゲスタも包囲していたが、これには失敗した。モティアが陥落すると、ディオニュシオスは再びセゲスタを包囲した。しかしセゲスタ軍は大胆な夜襲を敢行し、ギリシア軍に損害を与えた。紀元前397年にヒミルコがカルタゴ陸軍と共にシケリアに戻ってくると、ディオニュシオスはシュラクサイに撤退した。ディオニュシオスがシケリア西部を確保することに失敗したため、第二次シケリア戦争の残りの戦闘は、おもにシケリア東部で戦われることとなった。このため、紀元前368年に至るまで、シケリア西部のエリミ人都市およびフェニキア人都市は戦禍に巻き込まれなかった。

## 背景
エリミ人は、自身をトロイアの末裔と称しており、紀元前1100年頃にはシケリア北西部に居住していた。セゲスタ、エリュクス（現在のエリーチェ）およびエンテラ（現在のコンテッサ・エンテッリーナ）が主な都市であった。エリミ人支配地域には航行可能な河川が何本かあるが、全般的には丘陵地帯であった。エリミ人は海洋民族ではなかったが、境界を接するモティア、パノルムス（現在のパレルモ）、ソルス（現在のサンタ・フラーヴィアのソルントゥム遺跡）等のフェニキア人の殖民都市とは友好関係にあった。第二次シケリア戦争は、ドーリア人都市であるセリヌス（現在のマリネッラ・ディ・セリヌンテ）がセゲスタを攻撃したことがきっかけとなって始まった。

### ギリシアとカルタゴの干渉
ギリシア人によるシケリアでの殖民都市建設は、紀元前735年のナクソス（現在のジャルディーニ＝ナクソス）建設が最初である。その後、シケリアの海岸沿いに、先住民であるシケル人やシカニ人を従属させ、あるいは同盟を結びつつ、幾つかの殖民都市が建設された。紀元前648年頃にヒメラ（現在のテルミニ・イメレーゼの東12キロメートル）が、紀元前628年にセリヌスが建設されることにより、エリミ人とフェニキア人居住地域に隣接することとなった。イオニア人都市であるヒメラは近隣のフェニキア人、エリミ人、シケル人と戦争を起こすことはなかったが、ドーリア人都市であるセリヌスは、近隣の都市と紛争を起こした。紀元前580年にはアクラガス（現在のアグリジェント）が建設されると、セリヌスが領土を拡大するためには北方のエリミ人か、西方のフェニキア人、あるいは東方のアクラガスを攻撃する必要が生じた。紀元前580年には、ペンタスロスがモティアの南方に都市を建設し、フェニキア人の商業活動を妨害しようとした際に、セリヌスとエリミ人の間に戦争が起こった。カルタゴ王マルケス（在位：紀元前556年頃 – 紀元前550年頃）は、シケリアのフェニキア人を支配下におき、「シケリアのほとんどを征服した」といわれるが、実際にカルタゴとエリミ人またはギリシア人の間に戦闘があったかは不明である。セリヌスはおそらくはカルタゴと戦争となり、敗北したと思われる。結果として親カルタゴのテルリス（en）が僭主となり、その後30年間シケリア西部では大規模な戦争はなかった。
紀元前510年、スパルタの王子ドリエウスがシケリア遠征を行うと、エリミ人とカルタゴ人は協力して、エリュクス（現在のエリーチェ）近くでスパルタ軍に勝利している。スパルタの残存兵士達は、ヘラクレア（現在のカットーリカ・エラクレーア）を建設した。しかしエリミ人とカルタゴは再び同盟し、紀元前510年以降にミノアを破壊している。紀元前480年頃までには、シュラクサイの僭主となったゲロンとアクラガスの僭主であるテロンの台頭により、シケリアの勢力は三分されることとなった。カルタゴと同盟したエリミ人とセリヌスが西部を、やはりカルタゴと同盟したヒメラとレギオン（現在のレッジョ・ディ・カラブリア）が北部を、シュラクサイとアクラガスが東部と南部を抑えていた。紀元前480年の第一次ヒメラの戦いでは、シュラクサイ・アクラガス連合軍がカルタゴの遠征軍に勝利したが、これにエリミ人は加わらなかった。アクラガスのテロンはその後モティアを攻撃したと思われるが、ギリシアとの講和後もカルタゴはシケリア領土を失わず、セリヌスとレギオンもゲロンと条約を結んだ。カルタゴがその後70年間シケリアに介入しなかったため、シュラクサイはシケリアにおける支配的地位を維持した。

### ギリシア都市間の紛争
続く50年間、シケリアではギリシア殖民都市間の戦争が深刻であったが、エリミ人とフェニキア人はそれに関わることはなかった。アクラガスのテロンとシュラクサイのヒエロン（ゲロンの弟でありその後継者）は、紀元前476年には戦争寸前にまでなった。ゲラ（現在のジェーラ）は紀元前476年にシュラクサイから独立し、兄弟であるポリゼロスが支配することとなった。同年、テロンは反乱したヒメラのイオニア人を殺害し、ドーリア人を入植させた。紀元前472年、ついにアクラガスとシュラクサイは衝突し、テロンが築き上げた「帝国」は崩壊した。紀元前467年にヒエロンは没し、紀元前461年までにアクラガス、レギオン、シュラクサイの僭主達が支配していたギリシアの殖民都市は、民主政あるいは寡頭政の11の反目するグループに分裂した。カルタゴはこの紛争には介入しなかった。

## セゲスタの拡大：紀元前480年 – 紀元前450年
セゲスタはギリシア都市間の問題には関与せず、紀元前480年以降ギリシア都市との交易関係を拡大することにより経済的資産を拡大していた。エリミ人の領域は、北方と西方をカルタゴ領と、南方をギリシア領に囲まれており、こうしたより強大な隣人との間に紛争を起こさないように微妙なバランスをとる必要があった。セゲスタは事実上のエリミ人の首都であり、ほとんどのエリミ人都市を代表して外交活動を行っていた。紀元前480年以降にセゲスタはギリシア都市とほとんど問題を起こしておらず、紀元前430年にかけてその勢力はピークに達した。これは明らかにカルタゴがシケリアに介入しなかったこと、セリヌスの活動が比較的不活発であったこと、およびギリシア勢力が分割されたことが原因である。エリゥクスを除くエリミ人都市は、この間にギリシア化が進み、また富の増加により紀元前430年頃にはドーリア式の神殿が建築されている。エリミ人はまた、近隣領域との問題を力で解決するようにもなっており、セゲスタは紀元前454年頃に、モティア、セリヌス、およびアクラガスを巻き込んだ戦争を起こしたが敗北した。この際にアテナイに救援を求めたが、援軍は派遣されなかったようである。
シケリアのギリシア人同士が戦っている間、イオニア人都市であるアテナイはデロス同盟を樹立してその勢力を拡大し、シケリアへの介入をも試みていた。これに対してドーリア人の都市はスパルタを中心にペロポネソス同盟を結んで対抗していた。紀元前454年の戦争は、セゲスタを含むエリミ人都市が軍事的に脆弱であることを露呈し、これがアテナイへの救援依頼が無視された原因と思われる。

## シケリア・ギリシア人の復活とエリミ人の衰退
シケリアのギリシア人都市が政治的に安定し、財政的にも豊かになると（その一部は海外と交易による）、いくつかの都市は勢力拡大を試み始めた。シュラクサイはエトルリア人に対して略奪のための遠征隊を2回送り、紀元前454年にはコルシカ島とエルバ島でのエトルリア人の支配力は一時的に低下した。紀元前459年頃から、ドゥケティオスはシケル人を統一してギリシア人に対抗しようとし、シュラクサイとアクラガスは紀元前440年まで、その対応に忙殺された。シュラクサイとアクラガスは、紀元前445年に小さな衝突を起こした。他のシケリアの都市も分裂し、アクラガスは敗れて講和した。シュラクサイは紀元前439年頃には、三段櫂船100隻を建造し、騎兵を倍増し、歩兵を再編するなど、大規模な軍事行動の準備を開始した。おそらくは全シケリアの征服が目的であったと思われる。しかし、その対抗策として、他のシケリア都市はアテナイに支援を求めたが、エリミ人は意図的にか、あるいはそうできなかったのかは不明だが、アテナイの支援を求めなかった。
アテナイは紀元前454年のセゲスタの救援依頼を無視したが、アテナイ自身は西地中海に関心を持っており、紀元前443年にはマグナ・グラエキアにスリー（en、現在のコゼンツァ県シバリ）を建設する支援を行っており、紀元前433年にはイオニア人都市であるレギオンとレオンティノイ（現在のレンティーニ）と同盟を結んでいる。アンフィポリスから来たアテナイ市民であるユークテモン（en）は西地中海のペリプルス（周回記）を記し、アテナイの政治家は（西地中海を支配している）カルタゴに対して取り得る政策を議論していた。紀元前431年にペロポネソス戦争が始まると、アテナイに敵対するスパルタとコリントスは、マグナ・グラエキアのドーリア人都市に対し、軍船500隻を準備するよう依頼した。しかし、紀元前427年に至るまで、ギリシア本土にマグナ・グラエキアからの支援艦隊は送られなかった。このため、アテナイはシケリア介入に駆り立てられ、さらには紀元前409年のカルタゴ介入につながって行く。

## 連鎖反応
シュラクサイとレオンティノイは紀元前427年に戦争を開始した。レオンティノイを支援したのはナクソス、カタナ（現在のカターニア）、カマリナ（現在のラグーザ県ヴィットーリアのスコグリッティ地区）およびレギオンであり、シュラクサイはセリヌス、メッセネ（現在のメッシーナ）およびロクリから支援を受け、アクラガスは中立を保った。紀元前426年にはアテナイもレオンティノイ支援のために艦隊を送ったが、この艦隊はメッセネを占領し、シケル人とセゲスタとは友好条約を結んだ。おそらくはセリヌスとヒメラがアテナイに敵対していたことが理由と思われる。結局アテナイはレオンティノイを救うことには失敗し、紀元前424年にはゲラ会議が開催されて戦争は終わった。これはシケリアのギリシア人がシケリアの問題に関して外部勢力の干渉を受けないことを誓ったものであった。レオンティノイの政治が貴族と庶民で分断されてしまったことにつけ込み、紀元前423年にシュラクサイは貴族の代理としてレオンティノイを占領し守備兵を置いた。反対者を一掃した後、彼らはシュラクサイ市民となった。すぐに何人かの寡頭政治家が庶民側に合流し、シュラクサイとの戦争を開始した。

### セリヌス、セゲスタを攻撃
30年間続いた平和の間にセゲスタの勢力は徐々に低下していったが、紀元前416年までの動向はほとんど分かっていない。アテナイとの同盟のため、エリミ人はシケリアのドーリア人都市、すなわちセリヌスとシュラクサイと敵対関係となった。紀元前416年になると、セリヌスのギリシア人は敵対行動を開始し、マザロス川上流をわたって、セゲスタとの係争地を占領した。ギリシア人はエリミ人の土地に繰り返して攻撃を行い、セゲスタはそれを中止するように求めたものの、それが拒絶されると占領された土地を奪還しようとした。しかし、セリヌスはこの反撃を阻止した。続いてセゲスタはアクラガスとシュラクサイに調停を求めたが失敗し、シュラクサイにいたっては艦隊を派遣してエリミ人地域を海上封鎖した。セゲスタはさらにカルタゴに介入を求めたがこれも拒否されたため、最後にアテナイに救援を求めた。

### アテナイ、シケリアに巻き込まれる
アテナイはペロポネソス戦争の第一段階（十年戦争）での損害から回復し、紀元前416年の春にセゲスタが救援を求めたときには、第二次ペロポネソス戦争の開戦直前であった。占領されたレオンティノイの亡命者とエリミ人が派遣した外交使節は、アテナイにシケリア遠征軍を送るよう説得することに成功した。彼らはシュラクサイが全シケリアの征服を目指しており、それが達成されればアテナイも脅かされると主張し、またセゲスタがアテナイ遠征軍の費用を負担するとした。アテナイは熟慮の後、セゲスタに遠征軍の資金負担能力があるかを確認するために使節を送ることを決定し、結果、春には帰国してセゲスタの富裕層に有利な報告をした。

### エリミ人、アテナイをペテンにかける
セゲスタは60タレントの銀を送ったが、これはアテナイにとっては三段櫂船60隻を1か月間運用するに十分であった。エリュクスの寺院には多大な財宝があり、アテナイ人使節団はセゲスタや他の都市で、金銀の皿を使った夕食を振舞われた。フェニキア人やカルタゴ人は詐欺師との評判を得ていたが（おそらくはイベリアから金銀を安価に仕入れ、その富でギリシアの産品を購入しまた艦隊を維持して一部の市場からギリシア人を締め出していたためと思われる）、エリミ人もその隣人から多少は計略を学んでいたようである。アテナイの使節に富裕さを印象づけるため、彼らは同じ食器を多くのパーティーで何度も使いまわし、近隣の都市から珍しい品物を集めてギリシアからの客人をもてなした。欺かれたアテナイは、セゲスタとレオンティノイ救援のためにシケリア遠征（en）を行うが、セリヌスを攻撃するのではなく、シュラクサイを攻撃した。しかしこれには失敗して紀元前413年に撤退する。結果、セゲスタはシケリアのギリシア人にとって明確な敵となった。セリヌスは紀元前411年にセゲスタを攻撃し勝利した。

### 自由の代償：カルタゴの属国化
危機に瀕したセゲスタは、ギリシアの侵攻に対抗するため、カルタゴの属国となることを申し出た。カルタゴはこれを受け入れてハンニバル・マゴが率いる遠征軍を派遣し、紀元前409年にはセリヌス包囲戦に勝利してセリヌスを破壊し、同年には第二次ヒメラの戦いにも勝利してヒメラを破壊した。カルタゴ軍は一旦引き上げたが、ギリシア側が再びカルタゴ領を襲撃したため再度遠征軍を送り、紀元前406年のアクラガス包囲戦、翌紀元前405年のゲラの戦いに勝利し、さらに放棄されたカマリナを略奪し、ほぼ全シケリアを支配下においた。シュラクサイの僭主ディオニュシオス1世はカルタゴと平和条約を結んだ。エリミ人都市はカルタゴの同盟国となり、守備部隊の費用を負担し、内政は自身の手によったが外交政策に関してはカルタゴに従うことになった。

## 序幕：ディオニュシオスの準備
紀元前405年から紀元前397年にかけて、ディオニュシオスはシュラクサイの勢力拡大に努めた。反対勢力に対処し、シュラクサイをギリシア世界で最も強固に防御された要塞都市に作り変えた。攻城戦の経験豊富なカルタゴ軍に対抗するため、エピポライ台地全体を囲む城壁を建設し、兵士を収容できる要塞を城壁に沿って作った。また、傭兵を雇用して陸軍を拡大し、五段櫂船を建造してシュラクサイ艦隊を拡張し、攻城戦の支援兵器として大型弩弓を開発し、兵士の装備を国家負担で揃えた。また、シケル人領域、ナクソス、レオンティノイ、カタナを攻撃してシュラクサイの領土を拡大した。紀元前398年、ディオニュシオスはモティア包囲戦を開始してカルタゴに宣戦布告した。セゲスタも包囲され、エリミ人勢力は弱体し、エンテラはカンパニア人傭兵に占拠された（カルタゴには忠誠を持っていたがセゲスタに対してはそうではなかった）。

### ディオニュシオス、敵対行動を開始
カルタゴのシケリアにおける統治は厳しく、ディオニュシオスがその陸軍と共にシケリア南岸に沿って西進すると、カルタゴ領にあったギリシア都市は、シカニ人、シケル人と共に次々に離反した。メッセネはディオニュシオスに援軍を送り、パノルムス、ソルス、アンクリアエ、セゲスタ、エンテラおよびモティアのみがカルタゴ側に残った。ディオニュシオスがモティアに到着した頃には、ギリシア人、シケル人、およびシカニ人からの援軍により、軍の規模は83,000にまで拡大し、エリミ人都市のエリュクスさえもギリシア側についた。この有り余る兵力を使い、ディオニュシオスは同時に複数の作戦を実施した。弟のレプティネスはモティアを包囲したが、全ての輸送船と艦隊の一部を砂浜に乗り上げさせ、乗組員を使って包囲用の設備を作製させた。陸軍の一部をモティアに残し、陸軍の残りの部隊はシケリア西部のエリミ人領土、カルタゴ領土を略奪した。続いてディオニュシオスはセゲスタとエンテラを包囲した。

## 包囲下のセゲスタ
ディオニュシオスがセゲスタ攻略を試みたのには、いくつかの理由があった。彼は大軍を有していたが、兵士は暇を持て余すと命令に従わなくなること、セゲスタを降伏させると多くの戦利品が期待でき、また他のエリミ人都市も服従する可能性があること、等である。補給もこの決定に影響を与えた可能性がある。シケリア南岸には大艦隊が停泊可能な自然の港はなく、陸軍の補給のために船を砂浜に乗り上げさせるのは、敵艦隊からの奇襲を受ける可能性があり危険であった（アイゴスポタモイの海戦で、スパルタ艦隊は砂浜に乗り上げていたアテナイ艦隊の大部分を鹵獲しており、またこの直後にカルタゴ艦隊はディオニュシオスの輸送船を破壊している）。セゲスタとエンテラを確保すると、ここを補給基地として利用することにより、シケリア西部に長期間滞在することが可能となる。加えて、モティアを本格的に攻撃する前に、攻城戦における自軍の能力を確認する意味もあったと思われる。

### セゲスタの防衛体制
セゲスタはバルバロ山の標高415メートルと433メートルの2つの峰に建設された都市である。バルバロ山は、傾斜面の中間にあり、ピスピナ川の深い渓谷が三方を囲み、自然の濠として機能していた。セゲスタ自身も城壁で囲まれており、現在でもその一部を見ることができる。城壁は当初、双方の峰を取り巻いていたと思われるが、後に再建された際には都市の重要部のみが囲まれた。

### ギリシア軍
ギリシア軍の中心となるのは重装歩兵であり、市民兵に加えてディオニュシオスはイタリアとギリシアから多くの傭兵を雇用した。シケル人や他のシケリア先住民も重装歩兵として参加したほか、軽装歩兵（ペルタスト）も提供した。カンパニア傭兵はサムニウム兵もしくはエトルリア兵と同じような武装をしていた。ギリシア軍の標準的な戦法はファランクスであった。騎兵は裕福な市民、あるいは傭兵を雇用した。ディオニュシオスの陸軍は、ほとんどが傭兵によって構成されていたと思われる。ギリシア市民は短期の作戦を好み、長期作戦に参加することには積極的ではなかった。ディオニュシオスはモティア攻撃のために歩兵40,000と騎兵3,000からなる陸軍を組織したが、少なくとも10,000おそらくはそれ以上は傭兵であった。さらに、総計40,000のギリシア人、シケル人およびシカニ人が志願して加わった。ディオニュシオスはこの一部を率いてセゲスタ攻撃に向かったが、その数は不明である。

### エリミ人兵士
ヒミルコは紀元前405年にはカルタゴ領およびエリミ人都市に守備兵をおいていたが、ディオニュシオスがセゲスタを包囲した際にカルタゴ兵がいたかは不明である。シュラクサイやアクラガスのようなシケリアの大規模都市国家は10,000-20,000の市民を兵として動員でき、ヒメラやメッセネでも3,000 – 6,000を動員できた。セゲスタも同程度の兵力を持っており、おそらくは同盟都市からの援軍があったと思われる。セゲスタの騎兵はセリヌスのものよりは劣っていたと思われる（紀元前410年のセリヌスとの戦いでは、カルタゴが騎兵を提供した）。ギリシアの軍装がどの程度エリミ人に影響を与えていたかは不明であるが、セゲスタは軽歩兵も有していたと思われる。攻城戦では老人や女性も投擲兵として戦った。

## 紀元前398年の包囲戦
攻撃を開始する前に、ギリシア軍はセゲスタの南方に野営地を設営したと思われる。ディオニュシオスは飢えによってセゲスタを降伏させようとしたが、都市に対する直接攻撃も何度か実施した。ギリシア軍が城壁攻撃のために攻城塔、破城槌、大型弩弓を用いたか、単純に梯子を用いて城壁を越えようとしたかは不明である。いずれの手段を用いたにせよ、ギリシア軍の攻撃は撃退された。同じくエンテラもギリシア軍の攻撃を撃退した。ディオニュシオスはモティアの攻略に集中するために、適度な兵力のみをセゲスタとエンテラに残し、モティアに戻った。ディオニュシオスは、モティアが陥落すれば、他のカルタゴ側都市も降伏すると考えていた。ディオニシュオスは罠に落ちそうになったにもかかわらず、ヒミルコ率いるカルタゴ艦隊を撃退し、モティアを陥落させた（モティア包囲戦）。冬の間はシュラクサイに戻ったが、軍の一部はモティアの守備とセゲスタおよびエンテラの封鎖を継続するために残留した。

## 紀元前397年春：ディオニュシオス攻城戦を再開
ヒミルコは紀元前397年春にはカルタゴ陸軍50,000を率い、三段櫂船400隻と輸送船600隻共に、パノルムスに上陸した。レプティネスはこれの阻止を試みたが失敗した。
しかしながら、ディオニュシオスは既にシケリア西部に向かっており、セゲスタに進軍する途中でエリミ人都市のハリキアエ（en）をギリシア軍に加わるように強制した。残留セゲスタ包囲部隊と合流すると、包囲を継続した。ディオニュシオスは夜襲が得意であったが（彼は夜襲でモティアを落しており、またこの後の第一次シュラクサイ包囲戦でも夜襲を成功させている）、セゲスタではギリシア軍が夜襲の犠牲となった。セゲスタ軍は気付かれることなく野営地に接近し、天幕のほとんどを焼き払った。この夜襲による死者は少なかったものの、騎兵の馬は全て失った。ヒミルコが陸軍と共にシケリアに接近していることを考慮すると、この損失は重大であった。ディオニュシオスは封鎖しつつ、周囲の略奪を継続した。
パノルムスに上陸したヒミルコは、直ちにはセゲスタに向かわなかった。まず幾らかのエリミ人とシカニ人と合流した後エリュクスを奪回し、さらにモティアに向かいこれを奪回した。ただし、モティアは再建せず、近郊にリルバイオンを建設した。ディオニュシオスもセゲスタの包囲を解いた。ヒミルコがセゲスタに進軍している間、ディオニュシオスは取り得る策を考慮していた。食料は減りつつあり、略奪のために周囲は敵対的だった。ギリシア軍はヒミルコ軍との戦闘を望んだが、ディオニュシオスには別の考えがあった。ディオニュシオスは会戦となった場合に十分な兵力があるか確信がなかった。ギリシア軍は小規模であり、数に勝るカルタゴ軍と相対しており、不利な状況でヒミルコと戦うことは望ましくなかった。ハリキアエがギリシア側を離れカルタゴ側に戻ると、ディオニュシオスはシュラクサイに撤退した。

## その後
ディオニュシオスの撤退により、カルタゴはシケリア西部の支配を取り戻した。ディオニュシオスはその生涯においてシケリアのカルタゴ支配を根絶することはできなかった。ディオニュシオスがシケリア西部に根拠地を築けなかったため、ヒミルコは再びイニシアチブを得た。ヒミルコはメッセネの戦い、カタナ沖の海戦に勝利した後、シュラクサイを包囲したがこれには失敗した。戦闘はシリア東部で行われたため、その後シケリア西部の平和は保たれた。セゲスタはカルタゴの同盟国として第一次ポエニ戦争開始まで独立を保ち、紀元前307年のカルタゴとシュラクサイの戦いまで戦争に巻き込まれることはなかった。このときはセゲスタはアガトクレスと提携してシュラクサイ側についたが、これはカルタゴへの費用負担が過大であったことと、アフリカとギリシアでギリシアがカルタゴに勝利していたためと思われる。ただ、アガトクレスは彼の要求が拒否されるとセゲスタの略奪を行ったため、この提携は失敗に終わった。セゲスタは紀元前305年には再びカルタゴの覇権を受け入れ、シュラクサイもこれに同意した。紀元前278年にはシケリアに侵攻したエピロス王ピュロスに占領され、ピュロスが撤退した紀元前275年には再びカルタゴの手に戻った。紀元前263年にはローマの手に渡り、紀元前241年にはシケリア全体が共和政ローマの属州となった（シキリア属州）。

## 参考資料
- Baker, G. P. (1999). Hannibal. Cooper Square Press. ISBN 0-8154-1005-0
- Warry, John (1993). Warfare in The Classical World. Salamander Books Ltd.. ISBN 1-56619-463-6
- Lancel, Serge (1997). Carthage A History. Blackwell Publishers. ISBN 1-57718-103-4
- Bath, Tony (1992). Hannibal's Campaigns. Barns & Noble. ISBN 0-88029-817-0
- Kern, Paul B. (1999). Ancient Siege Warfare. Indiana University Publishers. ISBN 0-253-33546-9
- Church, Alfred J. (1886). Carthage, 4th Edition. T. Fisher Unwin
- Freeman, Edward A. (1894). History of Sicily Vol. III. Oxford Press
- Caven, Brian (1990). Dionysius I: War-Lord of Sicily. Yale University Press. ISBN 0-300-04507-7